# نخل دیره

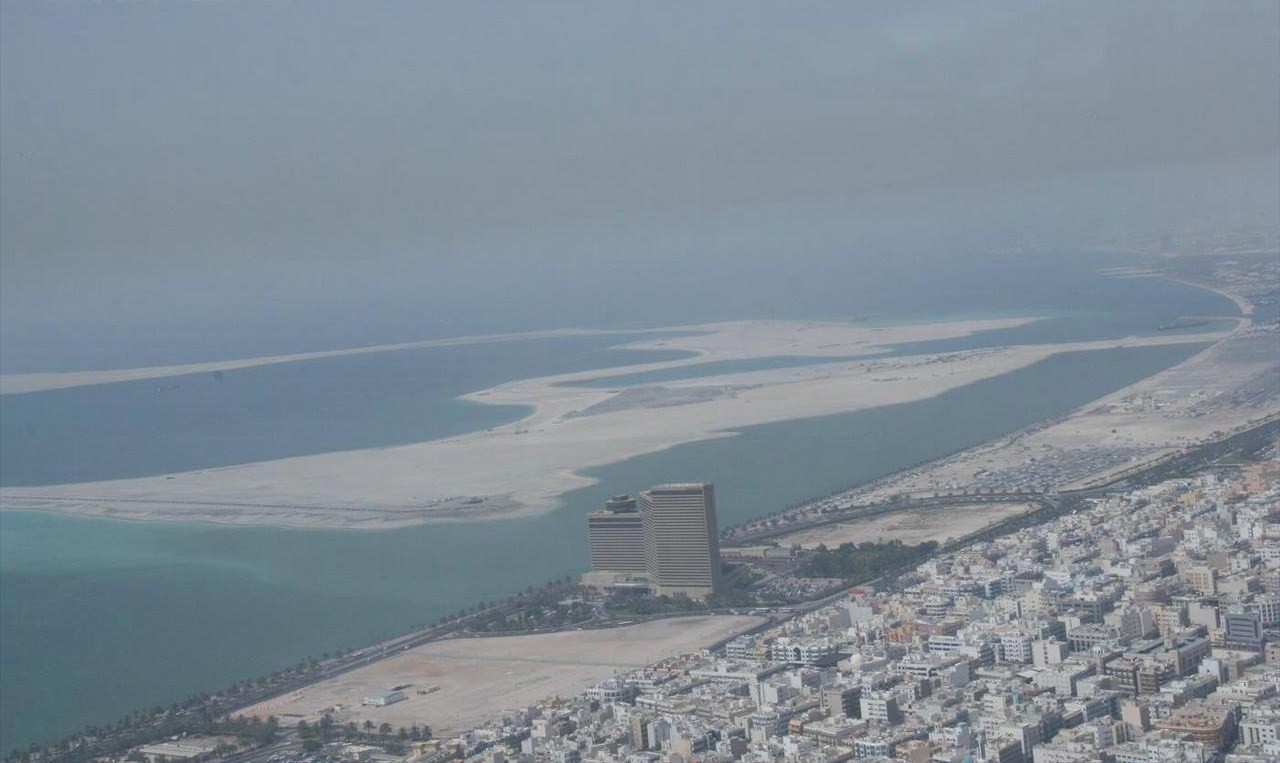
نمایی از بخشی از نخل دیره در سال ۲۰۰۷ که در روبه‌روی کرنیش دیره قرار دارد.

نخل دِیره (به انگلیسی: Palm Deira) یکی از سه جزیرهٔ نخلی شهر دبی، امارات متحده عربی است. این نخل بزرگ‌ترین مجمع‌الجزایر از مجموعهٔ جزیره‌های نخلی دبی است و بیش از ۸،۰۰۰ ویلای مسکونی و لوکس بر روی آن ساخته خواهد شد که هر کدام دسترسی خصوصی به ساحل خواهند داشت. ساخت نخل دیره از سال ۲۰۰۴ آغاز شد و برنامه‌ریزی شده بود که تا سال ۲۰۱۵ به اتمام برسد اما با وقوع بحران‌های مالی گسترده در جهان که از سال ۲۰۰۸ آغاز شد و تا به امروز نیز ادامه دارد، کار بر این پروژه در سال ۲۰۰۸ به صورت موقت متوقف شد و همچنان نیز ادامه دارد.
این نخل که در روبه‌روی منطقهٔ کرنیش دیره قرار دارد، دارای ۴۱ شاخه می‌باشد و ۸ برابر نخل جمیرا و ۵ برابر نخل جبل علی است و در صورت تکمیل، ۱ میلیون نفر را در خود جای خواهد داد. نخل جمیرا، مجمع‌الجزایر جهان و نخل جبل علی، همگی در سمت چپ نخل دیره قرار دارند.
طول این جزیره ۱۴ و عرض آن ۸،۵ کیلومتر است و ۸۰ کیلومتر مربع مساحت کل آن است.
نخل دیره در کرنیش دیره در بخشی از آب که دارای ۶ متر عمق می‌باشد ساخته می‌شود و تا عمق ۲۲ متری زیر خلیج فارس ادامه می‌یابد.

## نگارخانه

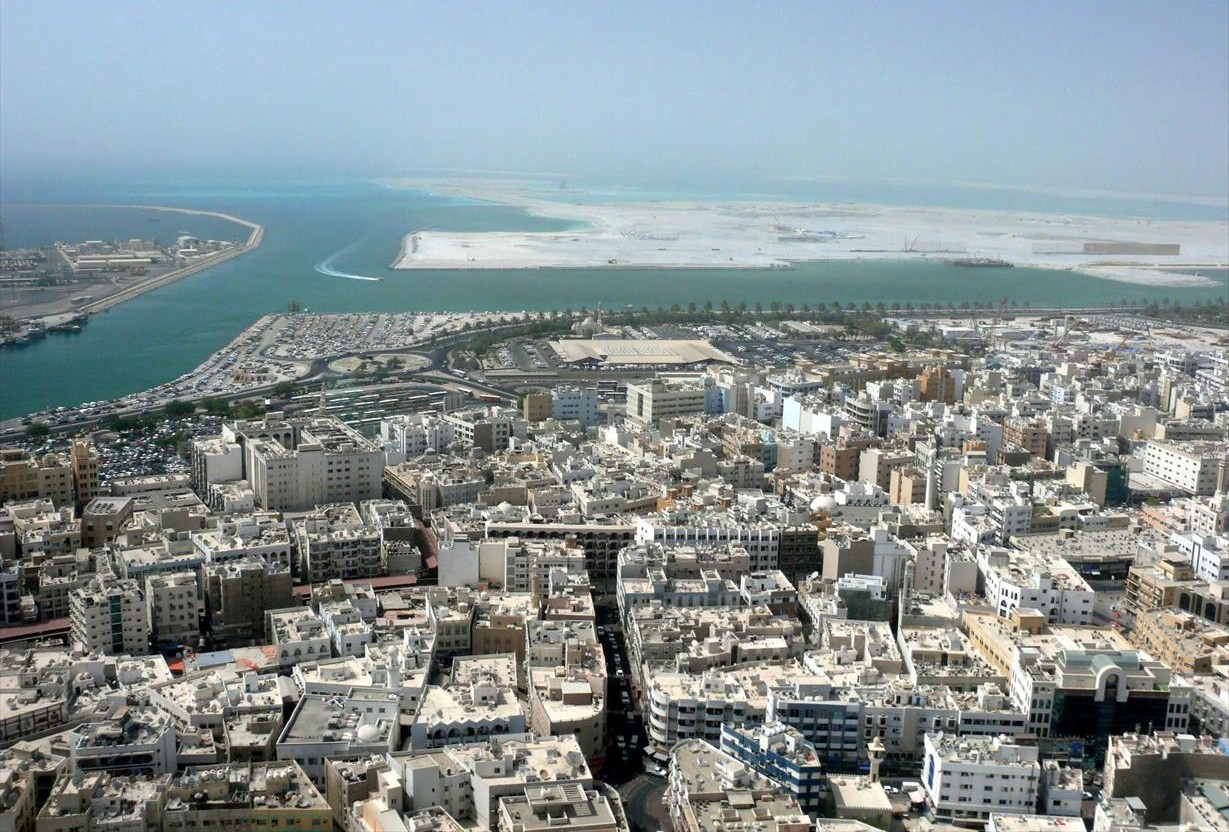